# Leucorrhinia caudalis
Leucorrhinia caudalis (Charpentier, 1840) је инсект из реда Odonata и фамилије Libellulidae. Srpski naziv vrste je Belorepi barski vranac.

## Опис
Абдомен је широк и при врху проширен. Мужјаци често одмарају на локвањима. Тамно су обојени, са белом бојом на лицу, врху абдомена као и на средишњим сегментима. Дужина тела варира од 33–37 mm, док је дужина задњег крила око 24 mm. Женке и млади мужјаци имају жуте шаре на абдомену које су често међусобно спојене. Карактеристичне су и беличасте птеростигме мужјака. Основа крила женки је често обојена жуто, док се код неких женки јавља браон мрља испод птеростигми.

## Угроженост
Ова врста није угрожена, и наведена је као последња брига јер има широко распрострањење.

## Распрострањење
Врста има станиште у Аустрији, Белгији, Белорусији, Естонији, Летонији, Литванији, Луксембургу, Мађарској, Немачкој, Норвешкој, Пољској, Русији, Словачкој, Словенији, Србији, Украјини, Финској, Француској, Холандији, Хрватској, Црној Гори, Чешкој и Шведској.
Популација ове врсте је стабилна, судећи по доступним подацима.

## Станиште и биологија врсте
Станиште врсте су слатководна подручја. Оба пола лете активно изнад воде, где се често одмарају на флотантној вегетацији, а примећено је и парење. Bare i jezera, najčešće šume, ali otvorenije i sa osunčanim obalama. Larve ove vrste nisu čest plen riba, pa je možemo naći i u nekim ribnjacima i šljunkarama.

## Životni ciklus
Ženke uglavnom polažu jaja same, ali ponekad mužjak leti u njenoj blizini u toku tog procesa i čuva je. Larve se razvijaju tri godine.  Egzuvije ostavljaju na buljkama koje rastu iz vode na nekoliko desetina centimetara od površine vode.

## Sezona letenja
Сезона лета је од почетка маја доавгуста, иако су најбројније у јуну.